# Aleuromyces
Aleuromyces is een monotypisch geslacht van schimmels behorend tot de familie Stereaceae. Het bevat alleen Aleuromyces gabonicus.